# Ефект Томса
Ефект Томса (англ. Toms effect; нім. Toms-Effekt m) — значне зменшення втрат тиску при турбулентному режимі руху води і розчинів на її основі при вмісті в дуже малих концентраціях деяких полімерів. Цей ефект найвідчутніший для труб малого діаметра, при великих числах Рейнольдса і для полімерів з великою молекулярною масою. Масова частка полімера становить 10-5 — 10-3. На практиці використовують натрієву карбоксиметилцелюлозу, поліізобутилен, поліакриламід, різні смоли тощо.
У 1948 році Б. А. Томс експериментально виявив , що додавання невеликої кількості полімеру до ньютонівського розчинника (часток на мільйон за вагою), що призводить до утворення неньютонівського рідинного розчину, може зменшити опір тертя об стаціонарної поверхні до 80% при наявності турбулентності.
Ця технологія була успішно впроваджена, щоб зменшити витрати енергії на перекачування нафти по нафтопроводах, збільшити швидкість потоку в протипожежному обладнанні та допомогти зрошенню та дренажу. Ефект Томса також має потенційні застосування в конструкції корпусів кораблів і підводних човнів для досягнення підвищеної швидкості та зниження витрат на енергію.